# 오무라 사부로
오무라 사부로(일본어: 大村 三郎, 1976년 6월 1일 ~ )는 일본의 전 프로 야구 선수이다.
등록명은 사부로(サブロー).

## 인물

### 프로 입단 전
PL가쿠엔 고등학교 시절인 1994년 제66회 선발 고등학교 야구 대회에 출전, 1번 중견수로서 팀의 4강 진출에 기여했다. 고교 졸업 후 프로 야구 드래프트 회의에서는 지바 롯데 마린스로부터 1위 지명을 받아 입단했는데 그 전에는 같은 성을 가진 오무라 이와오가 소속되어 있다는 것과 같은 해 일본 프로 야구 사상 최초로 시즌 200안타를 달성한 스즈키 이치로(당시 소속 팀은 오릭스 블루웨이브)를 닮았다는 이유를 들어 등록명을 ‘사부로’(サブロー)라고 정했다. 등번호는 36번으로 받았다.

### 지바 롯데 마린스 시절

#### 1995년 ~ 2000년
이듬해 1995년 6월에는 1군에서 처음으로 승격, 28경기에 출전하여 3개의 도루를 기록했다. 1996년부터 3년간 당시 지바 롯데 외야진의 선수층이 두꺼워지면서 1군에서의 출전할 기회는 한정되었지만 1997년에는 등번호인 2번으로 주어졌다. 1999년에는 처음으로 100경기에 출전하여 1군에 계속 머물렀고, 다음 해인 2000년은 데뷔 후 처음으로 홈런을 때려내는 등 타격면에서의 성장을 보여주는 등 주전 선수로서의 자리를 차지했다.

#### 2001년 ~ 2002년
2001년에는 내야수로 수비 위치가 변경되어 3월 24일 세이부 돔에서의 개막전을 9번·2루수로 선발 출전했다. 같은 해 5월 하순부터는 다시 외야수로서 출전하게 되었고 다음 해인 2002년에 등록상 외야수로 다시 되돌아오는 등 2번·중견수로서의 선발로서 활약했다. 같은 해에는 올스타전에 출전했고 그 해에 규정 타석을 채우면서 시즌 타율 2할 8푼 6리, 13개의 도루를 기록했다.

#### 2003년 ~ 2004년
2003년은 1번·우익수로서 개막전 선발로서 출전하였고 갑작스런 부진으로 80경기 출전에만 그쳤지만 본인으로서는 처음으로 두 자릿수 홈런을 기록했다. 요미우리 자이언츠 종신 명예 감독이자 아테네 올림픽 일본 국가대표팀 감독(당시) 나가시마 시게오로부터 “이 정도로 상반신을 능숙하게 사용한 타자는 본 적이 없다”라는 평가를 받기도 했다. 이듬해 2004년에는 9년 만에 지바 롯데의 감독으로 복귀한 바비 밸런타인이 등번호 ‘2’번을 희망하면서 구단 측이 이를 받아들였기 때문에 등번호를 ‘3’번으로 변경했다.

#### 2005년
그 해 8월 13일, 오릭스 버펄로스전에서 프로 데뷔 후 처음으로 4번 타자로 발탁되어 2경기 연속 홈런을 기록하는 등 팀을 31년 만의 퍼시픽 리그 우승과 일본 시리즈 우승 달성에 기여했다. 시즌 타율 3할 1푼 3리, 14홈런, 50타점을 기록하면서 모두 개인 최고 성적을 남기는 등 ‘완전히 새로운 타입의 4번 타자, 연결의 4번’이라는 평을 받았다.

#### 2006년
8월 15일부로 FA권을 취득해 주니치 드래건스가 영입을 노리고 있었지만 본인은 성적 부진을 이유로 FA권을 행사하지 않고 2년 계약을 맺어 팀에 잔류했다.

#### 2007년
개막 직후부터 출발이 늦어지면서 5월부터는 4번·우익수로 활약하는 등 리그 7위인 득점권 타율 3할 1푼을 기록하여 팀내에서는 2위인 한편 개인 최다인 68타점을 기록했다. 2008년 베이징 올림픽 출전을 목표로 하는 야구 일본 대표팀의 최종 후보로 발탁되었고 타이완에서 개최된 베이징 올림픽 예선을 겸한 아시아 선수권 대회에서 팀의 일원으로 출전해 타순은 8번·9번이면서도 대한민국전과 타이완전에서 동점인 상황에 스퀴즈 플레이를 하는 등 주축으로서의 활약을 펼쳤다. 또 전체 3경기에 대해서 평상시에 별로 지키지 않는 좌익수로서의 견실한 수비 플레이를 하는 등 일본의 베이징 올림픽 본선 진출 획득에 기여했다.
6월 6일, 교류전인 요미우리 자이언츠전(지바 마린 스타디움)에서 연속 타수 안타 기록을 ‘9’로 기록해, 구단 기록인 호리 고이치가 기록했던 8개를 경신했다(11개를 기록한 R. J. 레이놀즈와 다카하시 요시노부의 뒤를 이은 역대 3위).

#### 2008년
이듬해에는 타율 2할 8푼 9리로 기대 이상의 성적을 남겼지만 그 해 봄에 왼쪽 허벅지의 근육통을 일으켜 전력에서 이탈한 적도 있어 전년도보다 타점이 10점 이상 줄어들었다. 시즌 종료 후 FA권을 행사해 한때는 메이저 리그 진출도 고려했지만 결국 FA를 행사하지 않고 지바 롯데에 잔류했다.

#### 2009년
팀은 성적 부진으로 침체를 겪고 있는 와중에도 개인 성적에서는 좋은 성적을 남기면서 규정 타석을 채우는 등 프로 생활 15년 만에 처음이 되는 타율 3할 대와(.314) 개인 최다인 22홈런, 68타점을 기록했다.

#### 2010년
그 해에는 지바 롯데의 선수 회장으로 취임했고 시즌에서는 주로 6번 타자로 뛰었다. 시즌 막바지인 3연전으로부터 포스트 시즌에 있어서는 4번 타자를 맡았다. 전년도보다 타율이 급격하게 떨어졌지만 개인 최다인 71타점을 기록했다. 홈런도 19개를 기록하면서 장타력은 건재하고 통산 100홈런을 기록하는 등 팀의 클라이맥스 시리즈 진출에 기여했고, 이후 일본 시리즈에서도 본인으로서는 두 번째로 팀의 우승을 경험하게 되었다.

#### 2011년
개막 초에는 주로 7번 타자로 뛰고 있었지만 김태균의 부진에 의해 4월 말부터는 4번 타자의 자리를 차지했다. 수비면에서는 당초에 우익수를 맡고 있었지만 기요타 이쿠히로, 이시미네 쇼타 등이 선발로 출전하게 되면서 이후에는 좌익수로 되돌아왔다. 그러나 5월 4일의 세이부전에서 사구를 받아 오른손 새끼 손가락이 골절되는 부상을 당해 등록이 말소되었고 그대로 1군에 복귀하는 일은 없었다. 6월 29일에는 구도 다카히토와의 맞트레이드로 요미우리 자이언츠에 이적했는데 트레이드를 한 이유는 경비 삭감을 위해서 팀의 젊음을 도모하는 것이었다. 같은 해 4월 18일부터는 일본소 민스 커틀릿에 파테를 시킨 ‘사부로 버거’(サブローバーガー)가 QVC 마린필드에서 판매되기 시작했지만 요미우리 이적에 의해 판매가 종료되기도 했다.

### 요미우리 자이언츠 시절
2011년 6월 30일에 지배하 선수로 등록되어 이후에 입단 기자회견을 가졌고 등번호는 구도가 붙였던 ‘0’번으로 결정했다. 원칙적으로 퍼스트 네임이나 닉네임 등에서의 선수명 등록을 인정하지 않는다는 팀의 사정으로부터 등록명을 자신의 본명인 ‘오무라 사부로’(大村三郎)로 정했다. 다음날인 7월 1일에는 1군에 합류하면서 출장 선수로 등록되었고 같은 날에 있은 주니치 드래건스전(도쿄 돔)에서는 8회말에 대타로 출전, 요시미 가즈키로부터 좌측 관중석에 솔로 홈런을 때려냈다.
7월 2일, 도쿄 돔에서는 이적 후 처음으로 선발 출전해 6번 타자로 출전했다. 그 후에는 상대 팀의 선발 투수는 좌완 투수가 예상될 때의 선발 출장이 있었던 이외에는 대타로서 출전했지만 뚜렷한 결과를 남길 수는 없었고 일시적으로 2군에 떨어지는 등 48경기에 출전에만 그쳤다. 클라이맥스 시리즈 퍼스트 스테이지 1차전에서는 대타로 출전해 홈런을 때려냈지만, 팀은 퍼스트 스테이지에서 패해 시즌을 끝냈다. 일본 시리즈 종료 후 출전 기회를 요구하여 FA권을 행사했고 요미우리에서의 선수 생활은 154일만에 끝났다.

### 지바 롯데로의 복귀
2011년 12월 23일, 오무라 본인의 FA권 행사에 의해 결국 친정팀인 지바 롯데 마린스로 복귀했다. 오무라의 방출을 결정한 프런트가 퇴임하면서 후임이 오무라를 복귀시키는 것에 호의적이었기 때문에 오무라의 지바 롯데 복귀에 지장은 없었다. 지바 롯데 마린스에서는 등록명을 사부로(サブロー)로 되돌렸고 등번호도 3번으로 정해졌다.

#### 2012년

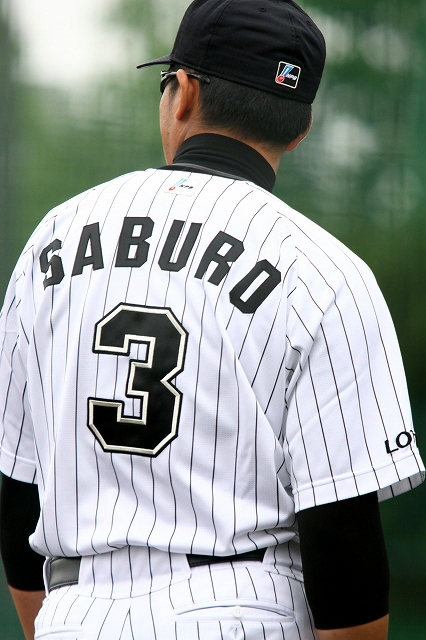
등번호 3번이 새겨진 사부로의 유니폼

개막 이후부터 5번 타자를 맡았고 그 후에 부진을 겪고 있는 조시 화이트셀을 대신해서 4번 타자로 출전했다. 그러나 자신도 침체를 겪으면서 화이트셀이 복귀한 이후에는 6번이나 7번 등 하위 타선에도 활약했다. 수비에는 당초에 좌익수로, 화이트셀이 전력에서 이탈한 후 주로 지명 타자를 맡아 이구치 다다히토나 화이트셀 등 다른 야수가 지명 타자로 출전하는 경우에는 좌익수도 맡았다. 또, 시즌 전부터 1루수의 수비 연습도 하는 등 9월 21일 오릭스 버펄로스전에서는 처음으로 1루수로서 출전했다. 최종적으로 개인 최다 기록이 되는 137경기에 출전했지만 타율 2할 3푼 9리, 홈런 7개, 52타점을 기록하여 부진했지만 2할 9푼의 득점권 타율과 퍼시픽 리그 1위에 해당되는 78개의 볼넷을 기록하는 등 승부의 힘을 발휘했다.
2016년 9월 25일 현역 은퇴를 선언하였다.

## 상세 정보

### 출신 학교
- PL가쿠엔 고등학교

### 선수 경력
- 지바 롯데 마린스(1995년 ~ 2011년)
- 요미우리 자이언츠(2011년)
- 지바 롯데 마린스(2012년 ~ 2016년)

### 수상·타이틀 경력
- 골든 글러브상 : 2회(2005년, 2007년)
- 일본 시리즈 우수 선수상 : 1회(2005년)[2]
- 월간 MVP : 1회(2007년 6월)[3]
- JA 전농 Go·Go상 : 1회(최다 2·3루타상 : 2002년 8월)
- 센트럴·퍼시픽 교류전 우수 선수상(닛폰 생명상) : 1회(2007년)[4]
- 퍼시픽 리그 클라이맥스 시리즈 1스테이지 MVP : 1회(2007년)

### 주요 기록

#### 첫 기록
- 첫 출장·첫 선발 출장 : 1995년 6월 25일, 대 후쿠오카 다이에 호크스 13차전(후쿠오카 돔), 8번·좌익수로서 선발 출장
- 첫 타석 : 상동, 2회초에 시모야나기 쓰요시로부터 볼넷
- 첫 삼진 : 상동, 4회초에 시모야나기 쓰요시로부터
- 첫 안타·첫 타점 : 1995년 6월 27일, 대 세이부 라이온스 14차전(후쿠이 현영 야구장), 2회말에 오노 가즈요시로부터 적시타
- 첫 도루 : 1995년 7월 6일, 대 긴테쓰 버펄로스 14차전(지바 마린 스타디움), 5회말에 2루 안착(투수 : 고이케 히데오, 포수 : 후루쿠보 겐지)
- 첫 홈런 : 2000년 5월 18일, 대 후쿠오카 다이에 호크스 7차전(지바 마린 스타디움), 2회말에 마쓰모토 아키라로부터 좌월 3점 홈런

#### 기록 달성 경력
- 통산 1000경기 출장 : 2007년 8월 15일, 대 사이타마 세이부 라이온스 16차전(지바 마린 스타디움), 4번·우익수로서 선발 출장 ※역대 421번째
- 통산 1000안타 : 2010년 4월 17일, 대 오릭스 버펄로스 4차전(지바 마린 스타디움), 5회말에 가네코 지히로로부터 좌중간에 2점 홈런 ※역대 257번째
- 통산 100홈런 : 2010년 7월 20일, 대 홋카이도 닛폰햄 파이터스 14차전(삿포로 돔), 5회초에 기다 마사오로부터 중월 솔로 홈런 ※역대 261번째
- 통산 1500경기 출장 : 2012년 5월 31일, 대 한신 타이거스 2차전(한신 고시엔 구장), 4번·좌익수로서 선발 출장 ※역대 176번째
- 통산 1000삼진 : 2012년 6월 11일, 대 요미우리 자이언츠 4차전(도쿄 돔), 2회초에 스기우치 도시야로부터 ※역대 54번째

#### 기타
- 올스타전 출장 : 2회(2002년, 2009년)

### 등번호
- 36(1995년 ~ 1996년)
- 2(1997년 ~ 2003년)
- 3(2004년 ~ 2011년 시즌 도중, 2012년 ~ 2016년)
- 0(2011년 시즌 도중 ~ 같은 해 종료)

### 등록명
- サブロー(1995년 ~ 2011년 시즌 도중, 2012년 ~ 2016년)
- 大村 三郎(2011년 시즌 도중 ~ 같은 해 종료)

### 연도별 타격 성적
| 연 도       | 소 속       | 경 기 | 타 석 | 타 수 | 득 점 | 안 타 | 2 루 타 | 3 루 타 | 홈 런 | 루 타 | 타 점 | 도 루 | 도 루 자 | 희 생 번 | 희 생 플 | 볼 넷 | 고 4 | 사 구 | 삼 진 | 병 살 타 | 타 율 | 출 루 율 | 장 타 율 | O P S |
| ----------- | ----------- | ----- | ----- | ----- | ----- | ----- | ------- | ------- | ----- | ----- | ----- | ----- | -------- | -------- | -------- | ----- | ---- | ----- | ----- | -------- | ----- | -------- | -------- | ----- |
| 1995년      | 지바 롯데   | 28    | 61    | 48    | 4     | 9     | 2       | 0       | 0     | 11    | 2     | 3     | 4        | 1        | 1        | 11    | 0    | 0     | 17    | 0        | .188  | .333     | .229     | .563  |
| 1996년      | 지바 롯데   | 9     | 1     | 1     | 1     | 1     | 0       | 0       | 0     | 1     | 0     | 0     | 0        | 0        | 0        | 0     | 0    | 0     | 0     | 0        | 1.000 | 1.000    | 1.000    | 2.000 |
| 1997년      | 지바 롯데   | 33    | 32    | 28    | 2     | 5     | 2       | 0       | 0     | 7     | 1     | 1     | 0        | 2        | 0        | 2     | 0    | 0     | 8     | 0        | .179  | .233     | .250     | .483  |
| 1998년      | 지바 롯데   | 2     | 1     | 1     | 0     | 0     | 0       | 0       | 0     | 0     | 0     | 0     | 0        | 0        | 0        | 0     | 0    | 0     | 1     | 0        | .000  | .000     | .000     | .000  |
| 1999년      | 지바 롯데   | 108   | 156   | 130   | 26    | 30    | 9       | 0       | 0     | 39    | 8     | 1     | 5        | 12       | 0        | 12    | 1    | 2     | 27    | 0        | .231  | .306     | .300     | .606  |
| 2000년      | 지바 롯데   | 95    | 314   | 263   | 42    | 71    | 13      | 1       | 5     | 101   | 23    | 8     | 2        | 15       | 1        | 35    | 0    | 0     | 41    | 4        | .270  | .355     | .384     | .739  |
| 2001년      | 지바 롯데   | 108   | 284   | 240   | 37    | 55    | 12      | 1       | 1     | 72    | 25    | 9     | 7        | 17       | 3        | 23    | 0    | 1     | 45    | 8        | .229  | .296     | .300     | .596  |
| 2002년      | 지바 롯데   | 131   | 512   | 441   | 67    | 126   | 33      | 2       | 9     | 190   | 43    | 13    | 1        | 20       | 6        | 36    | 0    | 9     | 93    | 4        | .286  | .348     | .431     | .778  |
| 2003년      | 지바 롯데   | 80    | 333   | 286   | 44    | 78    | 23      | 1       | 10    | 133   | 46    | 4     | 7        | 13       | 4        | 24    | 1    | 6     | 66    | 2        | .273  | .338     | .465     | .803  |
| 2004년      | 지바 롯데   | 89    | 295   | 258   | 31    | 66    | 16      | 3       | 5     | 103   | 33    | 2     | 2        | 5        | 2        | 26    | 0    | 4     | 54    | 12       | .256  | .331     | .399     | .730  |
| 2005년      | 지바 롯데   | 107   | 394   | 351   | 68    | 110   | 19      | 6       | 14    | 183   | 50    | 6     | 3        | 2        | 2        | 38    | 0    | 1     | 77    | 6        | .313  | .380     | .521     | .901  |
| 2006년      | 지바 롯데   | 115   | 344   | 298   | 38    | 65    | 13      | 1       | 9     | 107   | 38    | 6     | 2        | 2        | 8        | 34    | 0    | 2     | 84    | 6        | .218  | .295     | .359     | .654  |
| 2007년      | 지바 롯데   | 133   | 528   | 472   | 67    | 127   | 28      | 4       | 7     | 184   | 68    | 13    | 5        | 3        | 6        | 43    | 1    | 4     | 105   | 5        | .269  | .331     | .390     | .721  |
| 2008년      | 지바 롯데   | 105   | 390   | 346   | 43    | 100   | 22      | 2       | 6     | 144   | 56    | 6     | 4        | 0        | 4        | 36    | 1    | 4     | 70    | 5        | .289  | .359     | .416     | .775  |
| 2009년      | 지바 롯데   | 119   | 489   | 427   | 71    | 134   | 24      | 2       | 22    | 228   | 68    | 4     | 7        | 4        | 9        | 48    | 2    | 1     | 121   | 7        | .314  | .377     | .534     | .911  |
| 2010년      | 지바 롯데   | 125   | 513   | 452   | 58    | 118   | 15      | 2       | 19    | 194   | 71    | 2     | 1        | 2        | 1        | 56    | 0    | 2     | 118   | 14       | .261  | .344     | .429     | .774  |
| 2011년      | 지바 롯데   | 19    | 78    | 70    | 5     | 19    | 4       | 0       | 2     | 29    | 9     | 0     | 0        | 0        | 0        | 6     | 0    | 2     | 13    | 3        | .271  | .346     | .414     | .760  |
| 2011년      | 요미우리    | 48    | 111   | 103   | 10    | 25    | 5       | 0       | 1     | 33    | 9     | 0     | 2        | 1        | 0        | 7     | 0    | 0     | 26    | 2        | .243  | .291     | .320     | .611  |
| '11 소계    | 요미우리    | 67    | 189   | 173   | 15    | 44    | 9       | 0       | 3     | 62    | 18    | 0     | 2        | 1        | 0        | 13    | 0    | 2     | 39    | 5        | .254  | .314     | .358     | .672  |
| 2012년      | 지바 롯데   | 137   | 560   | 476   | 52    | 114   | 28      | 0       | 7     | 163   | 52    | 0     | 0        | 0        | 4        | 78    | 1    | 2     | 105   | 12       | .239  | .346     | .342     | .688  |
| 2013년      | 지바 롯데   | 73    | 216   | 184   | 17    | 45    | 9       | 0       | 5     | 69    | 24    | 0     | 1        | 1        | 4        | 27    | 0    | 0     | 42    | 6        | .245  | .335     | .375     | .710  |
| 2014년      | 지바 롯데   | 81    | 249   | 218   | 18    | 54    | 13      | 0       | 4     | 79    | 25    | 0     | 2        | 0        | 3        | 27    | 0    | 1     | 60    | 6        | .248  | .329     | .362     | .692  |
| 2015년      | 지바 롯데   | 36    | 52    | 46    | 2     | 10    | 1       | 0       | 1     | 14    | 4     | 0     | 0        | 0        | 0        | 6     | 0    | 0     | 14    | 1        | .217  | .308     | .304     | .612  |
| 통산 : 21년 | 통산 : 21년 | 1781  | 5913  | 5139  | 703   | 1362  | 291     | 25      | 127   | 2084  | 655   | 78    | 55       | 100      | 58       | 575   | 7    | 41    | 1187  | 103      | .265  | .340     | .406     | .749  |

- 2015년 시즌 종료 기준
- 굵은 글씨는 시즌 최고 성적.

### 연도별 수비 성적
| 연도 | 1루  | 1루  | 1루  | 1루  | 1루  | 1루    | 2루  | 2루  | 2루  | 2루  | 2루  | 2루    | 유격 | 유격 | 유격 | 유격 | 유격 | 유격   | 외야 | 외야 | 외야 | 외야 | 외야 | 외야   |
| 연도 | 경기 | 척살 | 보살 | 실책 | 병살 | 수비율 | 경기 | 척살 | 보살 | 실책 | 병살 | 수비율 | 경기 | 척살 | 보살 | 실책 | 병살 | 수비율 | 경기 | 척살 | 보살 | 실책 | 병살 | 수비율 |
| ---- | ---- | ---- | ---- | ---- | ---- | ------ | ---- | ---- | ---- | ---- | ---- | ------ | ---- | ---- | ---- | ---- | ---- | ------ | ---- | ---- | ---- | ---- | ---- | ------ |
| 1995 | -    | -    | -    | -    | -    | -      | -    | -    | -    | -    | -    | -      | 2    | 0    | 1    | 0    | 0    | 1.000  | 22   | 19   | 0    | 0    | 0    | 1.000  |
| 1996 | -    | -    | -    | -    | -    | -      | -    | -    | -    | -    | -    | -      | 4    | 2    | 2    | 0    | 0    | 1.000  | 3    | 0    | 0    | 0    | 0    | ----   |
| 1997 | -    | -    | -    | -    | -    | -      | -    | -    | -    | -    | -    | -      | -    | -    | -    | -    | -    | -      | 32   | 28   | 0    | 0    | 0    | 1.000  |
| 1998 | -    | -    | -    | -    | -    | -      | -    | -    | -    | -    | -    | -      | -    | -    | -    | -    | -    | -      | 2    | 1    | 0    | 0    | 0    | 1.000  |
| 1999 | -    | -    | -    | -    | -    | -      | -    | -    | -    | -    | -    | -      | -    | -    | -    | -    | -    | -      | 98   | 95   | 5    | 2    | 0    | .980   |
| 2000 | -    | -    | -    | -    | -    | -      | -    | -    | -    | -    | -    | -      | -    | -    | -    | -    | -    | -      | 91   | 145  | 5    | 2    | 1    | .987   |
| 2001 | -    | -    | -    | -    | -    | -      | 27   | 79   | 84   | 3    | 15   | .982   | -    | -    | -    | -    | -    | -      | 75   | 111  | 5    | 2    | 2    | .983   |
| 2002 | -    | -    | -    | -    | -    | -      | -    | -    | -    | -    | -    | -      | -    | -    | -    | -    | -    | -      | 130  | 188  | 8    | 3    | 1    | .985   |
| 2003 | -    | -    | -    | -    | -    | -      | -    | -    | -    | -    | -    | -      | -    | -    | -    | -    | -    | -      | 79   | 135  | 8    | 0    | 1    | 1.000  |
| 2004 | -    | -    | -    | -    | -    | -      | -    | -    | -    | -    | -    | -      | -    | -    | -    | -    | -    | -      | 83   | 121  | 3    | 0    | 0    | 1.000  |
| 2005 | -    | -    | -    | -    | -    | -      | -    | -    | -    | -    | -    | -      | -    | -    | -    | -    | -    | -      | 105  | 225  | 7    | 1    | 1    | .996   |
| 2006 | -    | -    | -    | -    | -    | -      | -    | -    | -    | -    | -    | -      | -    | -    | -    | -    | -    | -      | 112  | 158  | 6    | 0    | 0    | 1.000  |
| 2007 | -    | -    | -    | -    | -    | -      | -    | -    | -    | -    | -    | -      | -    | -    | -    | -    | -    | -      | 130  | 278  | 8    | 5    | 1    | .983   |
| 2008 | -    | -    | -    | -    | -    | -      | -    | -    | -    | -    | -    | -      | -    | -    | -    | -    | -    | -      | 103  | 202  | 6    | 4    | 0    | .981   |
| 2009 | -    | -    | -    | -    | -    | -      | -    | -    | -    | -    | -    | -      | -    | -    | -    | -    | -    | -      | 109  | 212  | 5    | 2    | 2    | .991   |
| 2010 | -    | -    | -    | -    | -    | -      | -    | -    | -    | -    | -    | -      | -    | -    | -    | -    | -    | -      | 111  | 209  | 4    | 1    | 1    | .995   |
| 2011 | -    | -    | -    | -    | -    | -      | -    | -    | -    | -    | -    | -      | -    | -    | -    | -    | -    | -      | 51   | 62   | 3    | 1    | 1    | .985   |
| 2012 | 5    | 50   | 1    | 1    | 2    | .981   | -    | -    | -    | -    | -    | -      | -    | -    | -    | -    | -    | -      | 53   | 90   | 0    | 1    | 0    | .989   |
| 2013 | -    | -    | -    | -    | -    | -      | -    | -    | -    | -    | -    | -      | -    | -    | -    | -    | -    | -      | 28   | 39   | 0    | 1    | 0    | .975   |
| 2014 | -    | -    | -    | -    | -    | -      | -    | -    | -    | -    | -    | -      | -    | -    | -    | -    | -    | -      | 20   | 25   | 0    | 1    | 0    | .962   |
| 통산 | 5    | 50   | 1    | 1    | 2    | .981   | 27   | 79   | 84   | 3    | 15   | .982   | 6    | 2    | 3    | 0    | 0    | 1.000  | 1437 | 2343 | 73   | 26   | 11   | .990   |

- 2014년 시즌 종료 기준.